# 10469 Krohn
A 10469 Krohn (ideiglenes jelöléssel (10469) 1981 EE14) a Naprendszer kisbolygóövében található aszteroida. Schelte J. Bus fedezte fel 1981. március 1-jén.

## Kapcsolódó szócikk
- Kisbolygók listája (10001–10500)